# Ziehbrunnen (Weppersdorf)

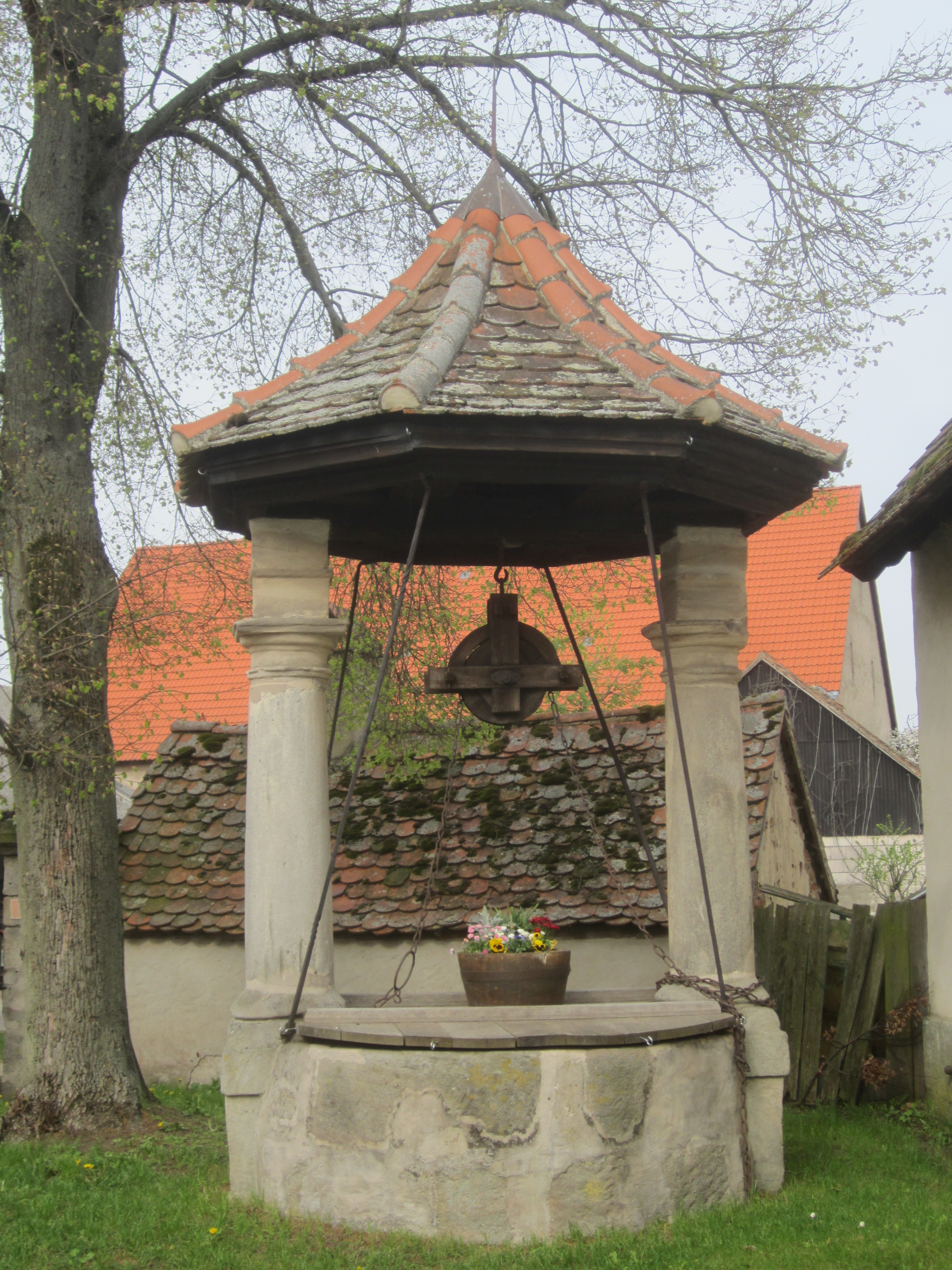
Ziehbrunnen in Weppersdorf

Der Ziehbrunnen in Weppersdorf, einem Gemeindeteil von Adelsdorf im mittelfränkischen Landkreis Erlangen-Höchstadt in Bayern, wurde im 18. Jahrhundert errichtet. Der Ziehbrunnen ist ein geschütztes Baudenkmal.
Das runde Brunnenbecken aus Sandsteinquadern wird von einem polygonalen Zeltdach, das von zwei Sandsteinsäulen getragen wird, geschützt.
Unter dem Dach ist ein Flaschenzug, der zum Heraufziehen der Wassereimer gebraucht wird, befestigt.